# Antoine et Antoinette
Antoine et Antoinette é um filme de tragicomédia da França de 1947, realizado por Jacques Becker.

## Resumo
Um tipógrafo e uma vendedora estão satisfeitos com a sua pobre vida, até que ganham o primeiro prémio na lotaria, mas o destino reserva-lhe outras surpresas.
O bairro inteiro intromete-se na sua vida e acumulam-se os azares. Simplicidade autêntica eleva a modesta história a um nível superior e consegue detalhes realísticos, sem arrogância ou falso romantismo.

## Elenco
- Roger Pigaut
- Claire Mafféi
- Noël Roquevert
- Annette Poivre
- Gaston Modot
- Gérard Oury
- Pierre Trabaud
- Emile Drain
- Nicole Courcel
- Léon Bary[2]

## Ficha técnica
- Direcção: Jacques Becker